# Björklinge
Björklinge är en tätort, tillika kyrkort, i Björklinge socken i norra delen av Uppsala kommun, Uppsala län.

## Geografi
Björklinge samhälle ligger cirka 20 kilometer norr om Uppsala, vid och på en mäktig grusås (rullstensås). Omedelbart öster om samhället ligger Långsjön. Den är 5 kilometer lång i nordlig riktning och knappt en kilometer bred. Det är en källvattensjö, med mycket god vattenkvalitet. Vid Långsjön finns en badplats kallad Sandviksbadet. Den 60:e breddgraden går vid Drälinge, cirka fyra kilometer söder om Björklinge kyrka.

## Historia
Dagens tätort består huvudsakligen av byarna Snugga, Nyby och Tibble, vilka under andra hälften av 1900-talet vuxit ihop.

### Befolkningsutveckling
| Befolkningsutvecklingen i Björklinge 1960–2020 | Befolkningsutvecklingen i Björklinge 1960–2020 | Befolkningsutvecklingen i Björklinge 1960–2020 | Befolkningsutvecklingen i Björklinge 1960–2020 | Befolkningsutvecklingen i Björklinge 1960–2020 |
| ---------------------------------------------- | ---------------------------------------------- | ---------------------------------------------- | ---------------------------------------------- | ---------------------------------------------- |
|                                                |                                                |                                                |                                                |                                                |
| År                                             |                                                |                                                | Folkmängd                                      | Areal (ha)                                     |
| 1960                                           | 1960                                           |                                                | 651                                            |                                                |
| 1965                                           | 1965                                           |                                                | 1 094                                          |                                                |
| 1970                                           | 1970                                           |                                                | 1 845                                          |                                                |
| 1975                                           | 1975                                           |                                                | 2 482                                          |                                                |
| 1980                                           | 1980                                           |                                                | 2 482                                          |                                                |
| 1990                                           | 1990                                           |                                                | 3 067                                          | 252                                            |
| 1995                                           | 1995                                           |                                                | 3 059                                          | 267                                            |
| 2000                                           | 2000                                           |                                                | 3 110                                          | 269                                            |
| 2005                                           | 2005                                           |                                                | 3 186                                          | 273                                            |
| 2010                                           | 2010                                           |                                                | 3 269                                          | 270                                            |
| 2015                                           | 2015                                           |                                                | 3 322                                          | 304                                            |
| 2020                                           | 2020                                           |                                                | 3 400                                          | 307                                            |
|                                                |                                                |                                                |                                                |                                                |

## Samhället
I centrum finns Björklinge kyrka, ett Hemköp och frisersalong. I närheten finns även en brandstation.
Det finns två grundskolor: Björkvallsskolan med högstadium och Björklinge skola med låg- och mellanstadium.
Kyrkan har en friliggande klockstapel. På en gräsplan omedelbart söder om kyrkan invid vägen står en staty, föreställande Gås-Anders (Anders Ljungqvist), en berömd spelman från orten (död 1896). Statyn är utförd 1944 av Bror Hjorth och invigdes på sin nuvarande plats på Kristi himmelsfärdsdag 1944.

## Kommunikationer
Björklinge ligger längs länsväg 600 ("gamla E4", tillika "gamla Riks-13" före 1962) som går genom orten och cirka 4 kilometer väster om motorvägen, "nya E4". Orten har bussförbindelse, bland annat till Uppsala, Örbyhus och Tierp, genom UL.
Riksvägen mellan Uppsala och Gävle har i århundraden gått genom Björklinge. Den 17 oktober 2007 öppnades den nya motorvägen från Uppsala norrut mot Gävle, vilket innebär att "riksvägen" inte längre går genom Björklinge tätort.

## Näringsliv
Ortens enda större företag är sågverket Nyby såg som drivs av Skogsägarna Mellanskog, numera under namnet Setra. Björklinge har även sitt eget elbolag Upplands Energi. Inom företaget (i olika bolag) bedrivs elnät och elhandel. Elnätet är ganska stort och området sträcker sig upp förbi Östervåla (Heby Kommun) och bort förbi Alunda (Östhammars Kommun).

## Idrott
Björklingeidrotten domineras av SK Iron. På orten finns en ishockeyhall, fotbollsplaner, bandyplan och tennisbana vid idrottsanläggningen Björkvallen. Det finns även en innebandyförening Björklinge Bollklubb, BBK, som tränar och spelar i Björklinge sporthall och IFU arena.

## Bildgalleri

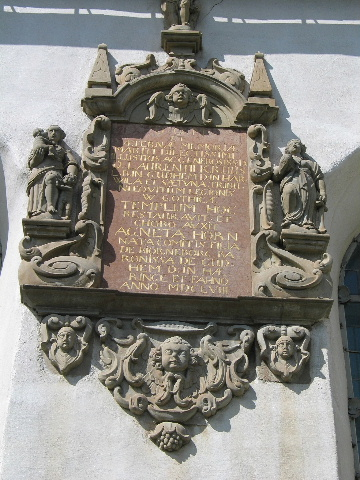
Minnestavla över Agneta Horn och Lars Kruus på kyrkans östgavel
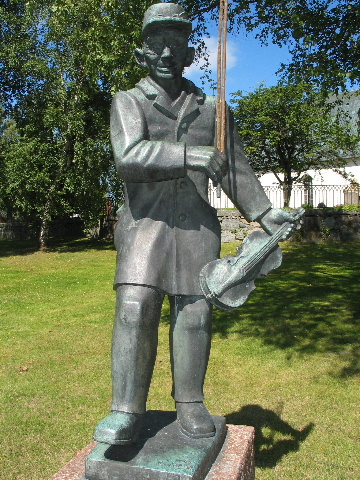
Spelmannen Gås-Anders, bronsstaty av Bror Hjorth , 1941
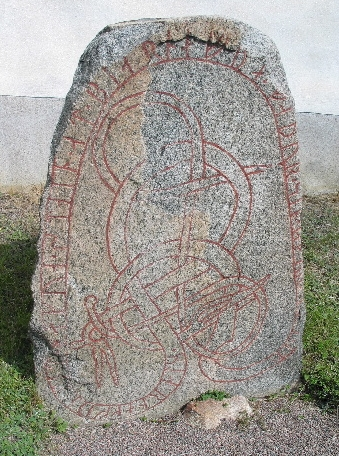
Runsten vid kyrkan
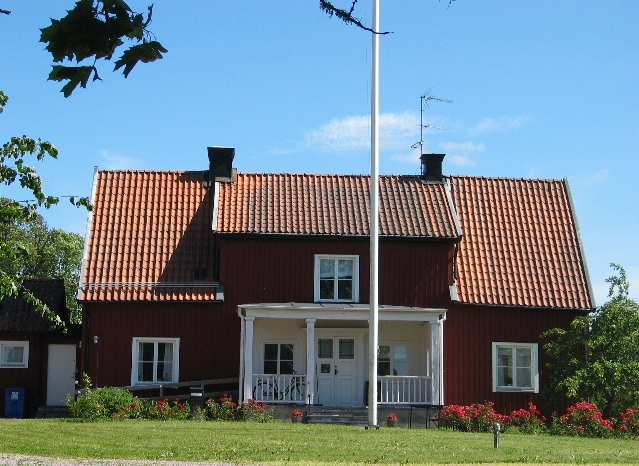
Prästgården
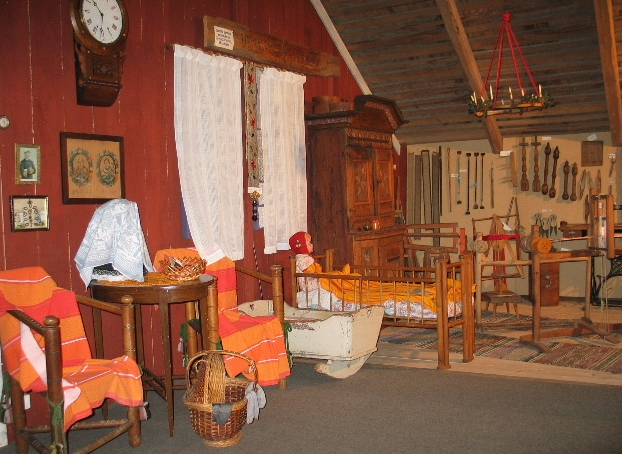
Björklinge hembygdsmuseum